# René Hoppe
René Hoppe (ur. 9 grudnia 1976) – niemiecki bobsleista, złoty medalista olimpijski z Turynu.
W Turynie zdobył złoty medal wspólnie z André Lange, Kevinem Kuske i Martinem Putze. Największe sukcesy międzynarodowe odnosił właśnie w rywalizacji czwórek. Był stałym członkiem załogi Lange, dziewięć razy stawał na podium mistrzostw świata, w czwórkach pięciokrotnie sięgając po złoto.